# ねるまえのまえ
ねるまえのまえはTOKYO FMで放送されていたラジオ番組である。

## 概要
『ホメラニアン』の後番組として2020年1月6日に放送開始。
「夜の8時に寝る前の前の時間に、ラジオでそれぞれの部屋と声で繋がること」をコンセプトにした番組であったが、わずか3ヶ月で終了した。

## コーナー
- 本日のメッセージテーマ
- マイメロディーのマイメロセラピー
  - 前番組から継続。本番組終了後は独立番組として月曜 - 木曜の19:48 - 19:52に放送中。

### 日替わりコーナー
- ねるまえプラン（月）
  - 注目のイベント、旅行先のプランを紹介。
- ねるまえのゆ（火）
  - お風呂と癒やしをテーマにした情報。
- ねるまえキレイ（水）
  - 美容情報
- ねるまえグルメ（木）
  - 番組視点でセレクトしたグルメ情報。
- 恋捨て神社（不定期）
  - 失恋ソングリクエストとそれにまつわるエピソードを募集。